# Dacia González
Dacia González (Ciudad de México, 10 de septiembre de 1940) es una primera actriz mexicana con más de 60 años de trayectoria en cine y televisión. Es madre de la también actriz Dacia Arcaraz y del también actor Luis Arcaraz González. Debutó en la Época de Oro del cine mexicano con la película Del suelo no paso (1959) junto a Adalberto Martínez «Resortes» y María Duval.

## Carrera
Empezó su carrera como actriz a finales de la década de los 50, su primera película fue Del suelo no paso (1959) en la que tuvo un breve papel con el que demostró su talento y cautivó con su belleza, compartiendo créditos con Adalberto Martínez "Resortes" y María Duval. Tiene una de las carreras más sólidas en cine, ha participado en más de 110 películas, entre las que se encuentran: Las tres coquetonas (1960), Vivo o muerto (1960), Un tipo a todo dar (1963), Juicio contra un ángel (1964), Santo y el águila real (1973), El mal (1966), Todo un hombre (1983) y Hasta que la muerte nos separe (1989) por mencionar unas pocas. En televisión debutó en la telenovela El juicio de los padres en 1960. Sin embargo, después se dedicó enteramente al cine, volviendo al género televisivo recién en 1990, en la exitosa telenovela Alcanzar una estrella. A partir de aquí destacó mayormente en televisión, en telenovelas como: Baila conmigo, Imperio de cristal, La sombra del otro, Esmeralda, Abrázame muy fuerte, Apuesta por un amor, Al diablo con los guapos, Triunfo del Amor y Abismo de pasión entre otras.
Dacia estuvo casada con el también actor Luis Arcaraz Carrasco, de quien enviudó en junio de 2011. Procrearon dos hijos, la también actriz Dacia Arcaraz y Luis Arcaraz, actor, y director de cine.

## Filmografía

### Telenovelas
- La madrastra (2022) .... Adelina González
- Vencer el pasado (2021) .... María «Mary»
- Que te perdone Dios (2015) .... Vicenta Muñoz
- Por siempre mi amor (2013-2014) .... Lucha
- Abismo de pasión (2012) .... Blanca "Nina" de Elizondo
- Triunfo del amor (2010-2011) .... Mamá Lulú
- Al diablo con los guapos (2007-2008) .... Madre Superiora
- Apuesta por un amor (2004-2005) .... Nana Clara García
- Vivan los niños (2002-2003).... Perpetua
- Abrázame muy fuerte (2000-2001) .... Candelaria Campusano
- El niño que vino del mar (1999) .... Catalina Ortiz
- Esmeralda (1997) .... Rita Valverde
- Mi querida Isabel (1996-1997) .... Lupe
- La sombra del otro (1996) .... Camila Corcuera
- Imperio de cristal (1994-1995) .... Renata Ocampo
- Baila conmigo (1992) .... Teresa
- Alcanzar una estrella II (1991) .... Lucha Rueda
- Alcanzar una estrella (1990) .... Lucha Rueda
- El juicio de los padres (1960)

### Series de TV
- Sin miedo a la verdad (2018 - 2020) .... Doña Catalina
- Como dice el dicho (2011-2012) .... Varios personajes
- La rosa de Guadalupe (2008-2018) .... Varios personajes
- Mujer, casos de la vida real (1996-2002)
- Plaza Sésamo (1995-1997) .... Doña Ana La Abuela
- Las aventuras de Capulina (Periodo I, 197?)

### Películas (selección)
- Pandilleras: Chavas banda (1994)
- Más que alcanzar una estrella (1992)
- Ambición sangrienta (1991)
- Hasta que la muerte nos separe (1989)
- El solitario indomable (1988)
- Cacería de narcos (1987)
- Todo un hombre (1983)
- En la tormenta (1980)
- Traigo la sangre caliente (1977)
- El albañil (1975)
- Un camino al cielo (1975)
- Nosotros los feos (1973)
- La tigresa (1973)
- Santo y el águila real (1973)
- La gran aventura (1969)
- Los dos Apóstoles (1966)
- El hombre de la furia (1966)
- Los tres salvajes (1966)
- El mal (1966)
- Nido de águilas (1965)
- Rateros último modelo (1965)
- Perdóname mi vida (1965)
- Las invencibles (1964)
- Juicio contra un ángel (1964)
- Las hijas del Zorro (1964)
- Los fenómenos del fútbol (1964)
- Las chivas rayadas (1964)
- María Pistolas (1963)
- Tiburoneros (1963)
- Un tipo a todo dar (1962)
- Los jóvenes (1961)
- Un par... a todo dar (1961)
- Mis abuelitas... nomás (1961)
- Venganza apache (1960)
- Los pistolocos (1960)
- Los desenfrenados (1960)
- Vivo o muerto (1960)
- Tin Tan y las modelos (1960)
- La casa del terror (1960)
- A tiro limpio (1960)
- Escuela de verano (1959)
- La ley del más rápido (1959)
- Los hermanos Diablo (1959)
- El puma (1959)
- Del suelo no paso (1959)

## Reconocimientos

### Premios TVyNovelas
| Año  | Categoría               | Telenovela               | Resultado |
| ---- | ----------------------- | ------------------------ | --------- |
| 2009 | Mejor primera actriz    | Al diablo con los guapos | Nominada  |
| 2005 | Mejor actriz de reparto | Apuesta por un amor      | Nominada  |
| 1997 | Mejor actriz de reparto | La sombra del otro       | Nominada  |